# Royer (Saône-et-Loire)
Pour les articles homonymes, voir Royer.
Royer (/ʁwa.je/) est une commune française située dans le département de Saône-et-Loire, en région Bourgogne-Franche-Comté.

## Géographie

### Localisation
La commune est entourée de bois. À l'ouest, sur la Montagne, se trouvent les bois du Mont Prevers, de Larry, du Champ-Caillet et de la Rougie. Au nord, la petite et la grande Chassignole. Au nord-est se situent les bois de la Délie (rive gauche du ruisseau de Chanot) et de la Fa (rive droite). À l'est, en forte pente, prend place la côte ouest du bois d’Outry, et au sud les bois du Naz et de la Dame.

### Géologie et relief

#### Paléogéographie
Royer se situe sous la mer pendant tout le début et le milieu de l'ère primaire. Le village est émergé à l’époque du carbonifère, sous forme de terrains cristallins avec la chaîne hercynienne. La mer permienne a pu exister mais n’a pas laissé de traces actuellement visibles. L’existence des mers est certaine lors du trias, jurassique et probablement la première moitié du crétacé supérieur (jusqu’au santonien). Un lac d’eau douce recouvre les lieux durant la première partie de l’ère tertiaire (éocène, oligocène). Les terres sont totalement émergées depuis cela (miocène, pliocène, pléistocène).

#### Tectonique
Après les dépôts des mers secondaires, les mouvements orogéniques donnant au Mâconnais son relief définitif sont une conséquence des plissements alpins. Ils s’étagent à différentes périodes de l’ère tertiaire. Leur résultat est la formation de plissements parallèles orientés N.N.E-S.S.O.  Sur le territoire de Royer, ces chaînes sont recoupées de trois à quatre failles.

#### Stratigraphie
Au sommet du bois de la Montagne (colline du côté ouest de Royer) apparaît la partie supérieure du Jurassique inférieur. Puis se succèdent Bajocien, bathonien, callovien, Oxfordien et Kimméridgien. Le bathonien occupe la plus grande superficie du territoire de Royer.

#### Paléontologie
Le sol royat dispose d’une riche faune invertébrée fossile. Il présente un faciès liasique profond à ammonites, un faciès peu profond du bajocien et bathonien à crinoïdes, térébratules, pectens, huîtres et ammonites, et un faciès profond callovo-oxfordien à oursins réguliers et irréguliers, gastéropodes, bélemnites, ammonites, térébratules, rhynchonelles et trigonies.

#### Relief
Royer se situe entre deux plissements parallèles, atteignant 422 mètres d'altitude pour celui de l'ouest et 336 pour celui de l’est. Le village est à environ 260 mètres d’altitude, mais sa hauteur est assez variable : il est en effet construit sur la pente sud du monticule de la Crâ, prairie parsemée de buis culminant à 310 mètres.

### Hydrographie
Le sol calcaire perméable à la suite de fissures a entraîné la formation de sources rares (trois ou quatre) mais intarissables. Royer possède la source du ruisseau de Chanot qui se jette dans la rivière Natouze sur la commune de Mancey.

### Climat
Pour des articles plus généraux, voir Climat de la Bourgogne-Franche-Comté et Climat de Saône-et-Loire.
En 2010, le climat de la commune est de type climat océanique dégradé des plaines du Centre et du Nord, selon une étude du Centre national de la recherche scientifique s'appuyant sur une série de données couvrant la période 1971-2000. En 2020, Météo-France publie une typologie des climats de la France métropolitaine dans laquelle la commune est exposée à un climat semi-continental et est dans la région climatique Bourgogne, vallée de la Saône, caractérisée par un bon ensoleillement (1 900 h/an), un été chaud (18,5 °C), un air sec au printemps et en été et des vents faibles.
Pour la période 1971-2000, la température annuelle moyenne est de 10,9 °C, avec une amplitude thermique annuelle de 17,4 °C. Le cumul annuel moyen de précipitations est de 955 mm, avec 11,5 jours de précipitations en janvier et 7,5 jours en juillet. Pour la période 1991-2020, la température moyenne annuelle observée sur la station météorologique de Météo-France la plus proche, « Romenay », sur la commune de Romenay à 20 km à vol d'oiseau, est de 11,8 °C et le cumul annuel moyen de précipitations est de 983,9 mm. 
La température maximale relevée sur cette station est de 40,7 °C, atteinte le 12 août 2003 ; la température minimale est de −19,5 °C, atteinte le 17 janvier 1985,,.
Les paramètres climatiques de la commune ont été estimés pour le milieu du siècle (2041-2070) selon différents scénarios d'émission de gaz à effet de serre à partir des nouvelles projections climatiques de référence DRIAS-2020. Ils sont consultables sur un site dédié publié par Météo-France en novembre 2022.

### Voies de communication et transports
La commune est traversée par la route départementale D 182, et est le point de départ de la route départementale D 482. Une partie de sa frontière avec la commune de Mancey est matérialisée par la route départementale D 215, dans un col appelé col des Chèvres. Y passe aussi une partie du GR 76A, appelé chemin des Moines.
L'autoroute la plus proche est la A6 (« autoroute du Soleil »), avec l'entrée-sortie n° 27 « Tournus » à 6,8 km à l'est.

## Urbanisme

### Typologie
Au 1er janvier 2024, Royer est catégorisée commune rurale à habitat dispersé, selon la nouvelle grille communale de densité à sept niveaux définie par l'Insee en 2022.
Elle est située hors unité urbaine. Par ailleurs la commune fait partie de l'aire d'attraction de Tournus, dont elle est une commune de la couronne,. Cette aire, qui regroupe 14 communes, est catégorisée dans les aires de moins de 50 000 habitants,.

### Occupation des sols
L'occupation des sols de la commune, telle qu'elle ressort de la base de données européenne d’occupation biophysique des sols Corine Land Cover (CLC), est marquée par l'importance des territoires agricoles (53,7 % en 2018), une proportion sensiblement équivalente à celle de 1990 (54,1 %). La répartition détaillée en 2018 est la suivante : forêts (46,3 %), zones agricoles hétérogènes (43 %), cultures permanentes (10,7 %). L'évolution de l’occupation des sols de la commune et de ses infrastructures peut être observée sur les différentes représentations cartographiques du territoire : la carte de Cassini (XVIIIe siècle), la carte d'état-major (1820-1866) et les cartes ou photos aériennes de l'IGN pour la période actuelle (1950 à aujourd'hui).

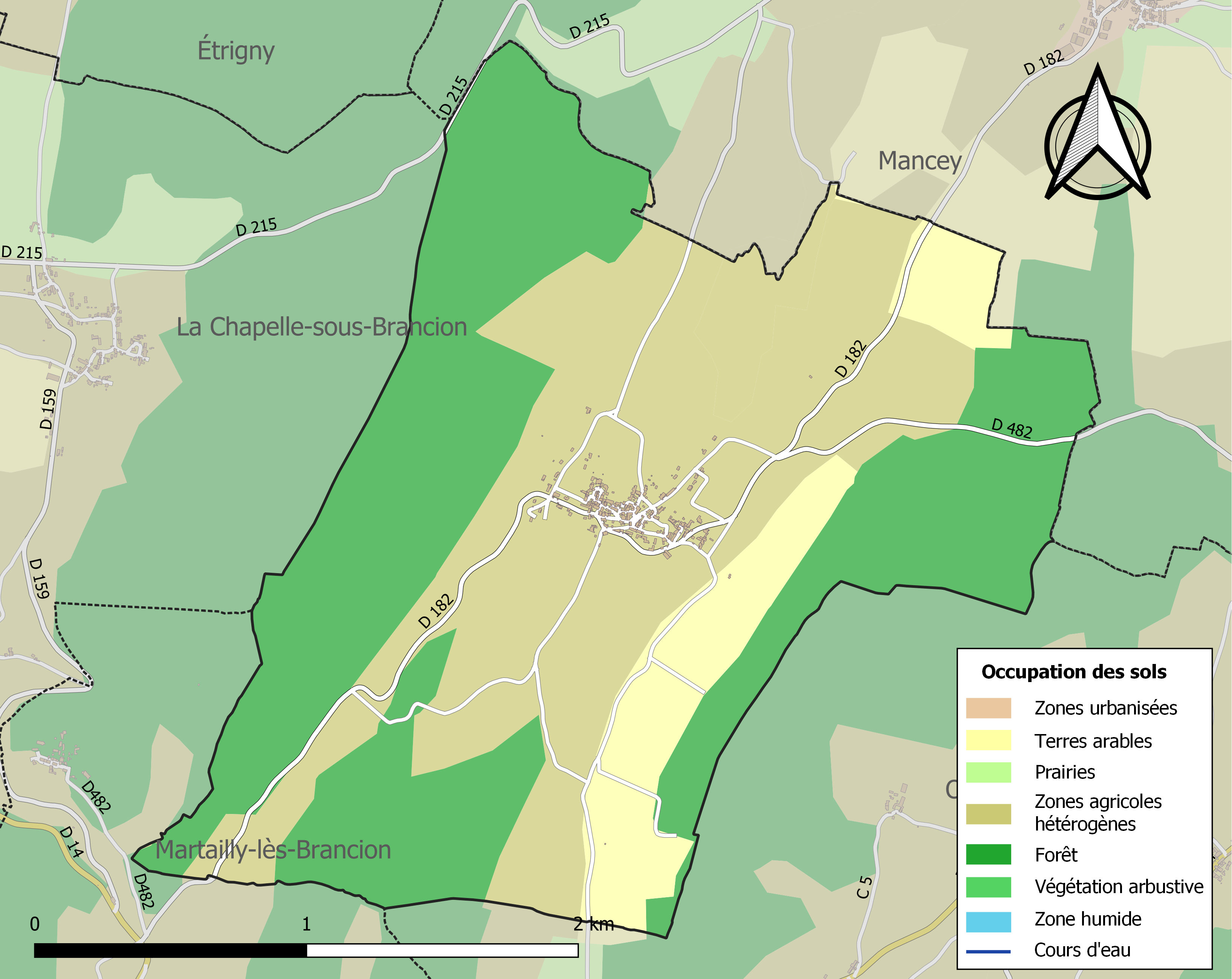
Carte des infrastructures et de l'occupation des sols de la commune en 2018 (CLC).

### Plan local d'urbanisme
L'urbanisme sur le territoire de Royer est désormais régi par un plan local d'urbanisme intercommunal (PLUi), document d’urbanisme dont le territoire d’effet n'est plus la commune mais l’intercommunalité du Mâconnais-Tournugeois, soit vingt-quatre communes membres.
Ce document stratégique traduit les principes d’aménagement du territoire et constitue un outil réglementaire fixant les règles de construction et d’occupation des sols applicables sur le territoire, d'où son contenu : un rapport de présentation retraçant le diagnostic du territoire, un projet d’aménagement et de développement durable (PADD) exposant la stratégie intercommunale, des orientations d’aménagement et de programmation (OAP) définissant les conditions d’aménagements de certains quartiers/ilots (cas particuliers), un règlement fixant les règles d’utilisation et de droit des sols ainsi que des annexes (plan de zonage, liste des servitudes, etc.).
Le PLUi du Mâconnais-Tournugeois, fruit d'un processus lancé par la communauté de communes en 2016, a été définitivement adopté par le conseil communautaire le 21 décembre 2023.
La mise en œuvre de ce plan local d'urbanisme intercommunal entré en vigueur le 12 mars 2024 a entraîné l'abrogation de la carte communale de Royer qui avait été approuvée le 12 mai 2004.

### Logement
En 2016, le nombre total de logements dans la commune était de 96, alors qu'il était de 90 en 2006.
Parmi ces logements, 68,8 % étaient des résidences principales, 26 % des résidences secondaires et 5,2 % des logements vacants. Ces logements étaient pour 100 % d'entre eux des maisons individuelles.

### Risques naturels

#### Risque sismique
La totalité du territoire de la commune de Royer est situé en zone de sismicité no 2.

## Toponymie

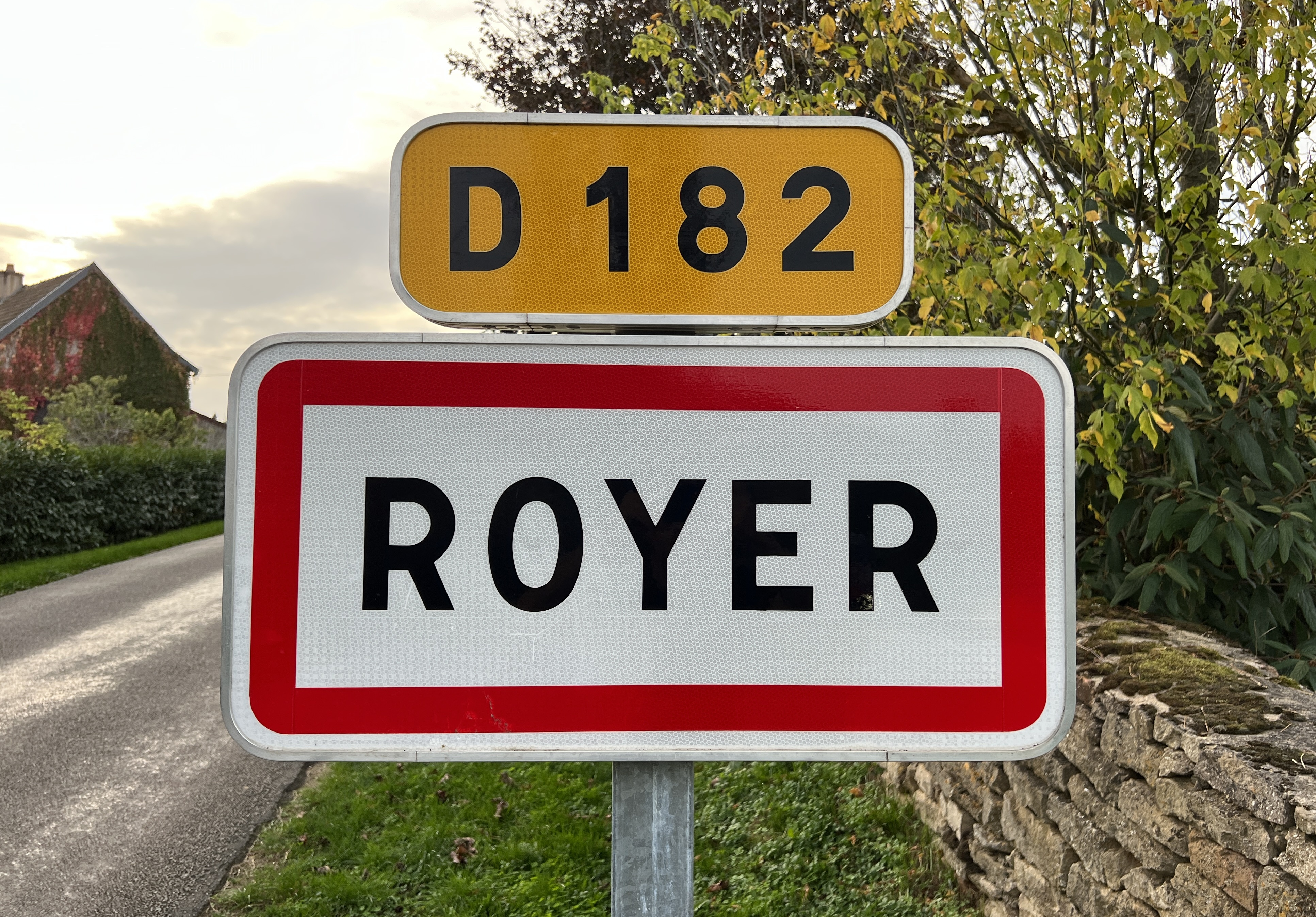
Panneau à l'entrée du village.

Le village de Royer fut désigné sous les noms Rogiacum en 876, Rogiaco en 976 et Rouyer en 1443.
Ce nom est d'origine gallo-romaine. Il est composé d'un nom de personne (sans doute celui d'un gros propriétaire, fondateur de la villa ou d'une exploitation agricole romaine), suivi du suffixe –acus ou –acos qui indiquait la propriété. Le nom propre primitif à l'origine du nom Royer (en latin Rogiacum) peut être Rocius ou Roscius, noms qui ont pu produire Rogius au moment où, dans certains cas, sous l’Empire romain, le c prit un son adouci pour devenir le g des latins. Royer pourrait donc s’entendre : Rociacum, le village de Rocius. La lettre finale –r ne serait, comme dans Boyer découlant de Boiacum, qu’une orthographe fautive de Royé, les noms en –acus donnant –é dans le Mâconnais (Solutré, Azé, Chaintré).

## Histoire

### Moyen Âge
La seigneurie de Brancion, ruinée par les croisades, forma à la fin du XIIIe siècle une châtellenie ducale dont dépendait Royer. Elle était administrée par deux officiers : un capitaine châtelain et un maître forestier. Le premier était nommé par le maréchal de Bourgogne ou par le bailli de Chalon. Le second était chargé de la surveillance des étangs et des bois. Les habitants avaient à supporter de nombreuses charges : péage, redevances, blairie. Celle-ci comprenait Brancion, La Chapelle-sous-Brancion, La Montagne, Martailly et Royer.
Au XVe siècle, la guerre civile entre les Bourguignons et les Armagnacs affecta beaucoup le Mâconnais, et notamment les alentours de Brancion. Après s’être emparé de la ville de Tournus dans la nuit du 22 au 23 septembre 1422, malgré la résistance de la garnison de l’abbaye Saint-Philibert, les Armagnacs se répandirent dans la région où de grands dégâts furent commis. Ne réussissant pas à s’emparer du château de Brancion, ils incendièrent les villages, rançonnèrent les habitants et les voyageurs. Le traité d’Arras, signé en 1435, mit fin aux longues guerres des Bourguignons et des Armagnacs.
Mais la région, dès l'année suivante, fut la proie d'incursions des Écorcheurs. Ils commirent de tels pillages que plusieurs villages de la châtellenie de Brancion furent abandonnés par les habitants. La misère était si importante que les recettes de la châtellenie, pour l'année 1443, s'élevèrent seulement à la somme de 44 livres, contre 260 à 280 lors des années ordinaires.
En 1477, la Bourgogne s'unit à la Couronne de France. La châtellenie ducale devient ainsi une châtellenie royale dont dépendaient, en 1530, les villages de Brancion, La Chapelle-sous-Brancion, Collonges, Martailly, Balleure, Charculbe, Mancey, Royer, Nogent, Ouxy, Dulphey, Fragne, Chissey, Chavy, Messey, Cruzille, Etrigny, Talant et Boyer.

### Temps modernes
Au XVIe siècle, les guerres de Religion causèrent de nombreux dégâts dans la région. Tournus et son abbaye furent saccagées par Poncenac, un capitaine huguenot. Aucune pièce d’archive ne mentionne les dégâts potentiellement occasionnés à Royer.
L'hiver 1572-1573 fut extrêmement froid : des charrettes circulaient sur la Saône gelée. Les récoltes de l’année 1573 furent alors catastrophiques, les fruits ayant gelé, et on excommunia même des chenilles dans les champs de Brancion. La peste fit des ravages l’année suivante.
D’abord châtellenie ducale, puis royale, la terre de Brancion fut aliénée, à partir de 1548, à des seigneurs engagistes. Ils permirent à Royer de se remettre de la misère causée par les guerres de Religion et les catastrophes naturelles. Mais en 1633 le village connut un important tremblement de terre et en 1636 une violente tempête.
En 1658, un procès entre les villages de Royer et de Dulphey fut engagé pour délimiter les confins du bois de la Délie.
Deux famines importantes eurent lieu à Royer en 1693 et en 1709.

### Époque contemporaine
En 1921 est inauguré le monument aux morts sur la place de la mairie.
Le 2 juillet 1944, vers 5 h 30 du matin, le village fut cerné par les troupes allemandes engagées contre les maquis sévissant en Tournugeois et Haut-Mâconnais. Les Allemands fouillèrent les maisons, rassemblèrent la population dans un pré. L'infirmerie installée dans le village par les FTPF fut investie. Un homme, Georges Souillot, fut capturé dans une grange voisine de l'infirmerie ; torturé par les Allemands, il fut finalement fusillé par la milice devant la population du village. À la fin de la journée, après que des granges et la salle des fêtes aient été incendiées, les FTPF et l'Armée secrète dénombraient respectivement quatre et six morts.

## Politique et administration

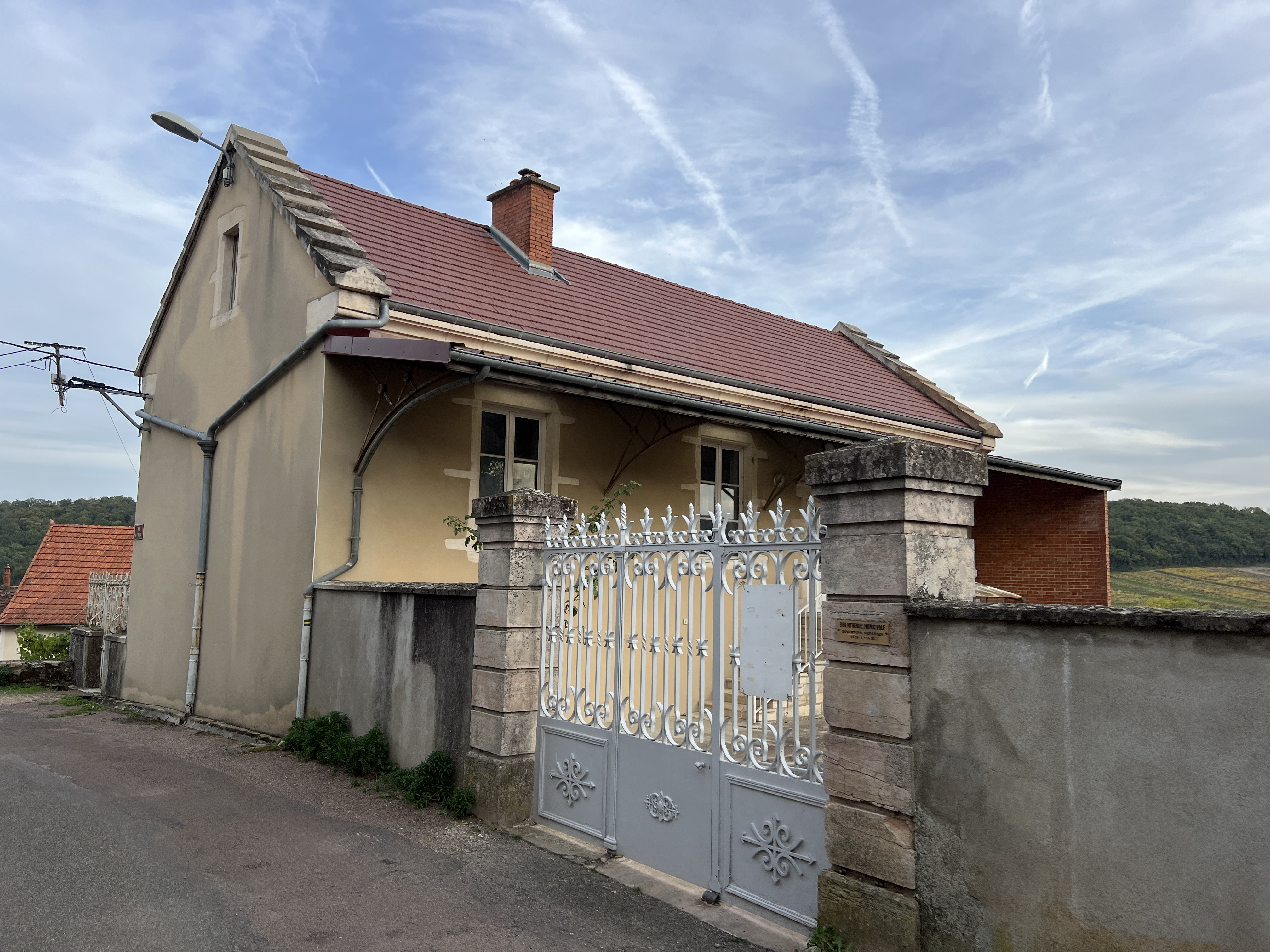
Mairie.

### Tendances politiques et résultats

#### Élections présidentielles
Le village de Royer place en tête, à l'issue du premier tour de l'élection présidentielle française de 2017, Emmanuel Macron (LaREM) et Jean-Luc Mélenchon (LFI) avec 24,30 % des suffrages. Mais lors du second tour, il s'agit de Emmanuel Macron (LaREM) avec 67 % qui arrive en tête.

#### Élections législatives
Le village de Royer faisant partie de la quatrième circonscription de Saône-et-Loire, place en tête lors du 1er tour des élections législatives françaises de 2022, Cécile Untermaier (PS), députée sortante, avec 36,62 % des suffrages comme lors du second tour, avec cette fois-ci, 68,52 % des suffrages.

#### Élections régionales
Le village de Royer place la liste « Notre région partout et pour tous », menée par Denis Thuriot (LaREM), en tête dès le 1er tour des élections régionales de 2021 en Bourgogne-Franche-Comté, avec 30,91 % des suffrages.
Mais lors du second tour, les habitants décident de placer la liste de « Notre région par cœur » menée par Marie-Guite Dufay, présidente sortante (PS) en tête, avec cette fois-ci, près de 36,84 % des suffrages. Devant les autres listes menées par Denis Thuriot (LaREM) en seconde position avec 31,58 %, Gilles Platret (LR), troisième avec 21,05 % et Julien Odoul (RN) en dernière position celle de  avec 10,53 %. Il est important de souligner une abstention record lors de ces élections qui n'ont pas épargné le village de Royer avec lors du premier tour 55,47 % d'abstention et au second, 52,34 %.

#### Élections départementales
Le village de Royer fait partie du canton de Tournus. Les électeurs de la ville placent le binôme de Jean-Claude Becousse (DVD) et Colette Beltjens (DVD), en tête, dès le 1er tour des élections départementales de 2021 en Saône-et-Loire avec 67,31 % des suffrages.
Lors du second tour de ces mêmes élections, les habitants décideront de placer de nouveau le binôme Becousse-Beltjens en tête, avec cette fois-ci, près de 66,04 % des suffrages. Devant l'autre binôme menée par Delphine Dugué (DVG) et Mickaël Maniez (DVG) qui obtient 33,96 %. Il est important de souligner une abstention record lors de ces élections qui n'ont pas épargné le village de Royer avec lors du premier tour 55,47 % d'abstention et au second, 52,34 %.

### Liste des maires de Royer
| Période                                  | Période   | Identité           | Étiquette  | Qualité                                 |
| ---------------------------------------- | --------- | ------------------ | ---------- | --------------------------------------- |
| avant 1981                               | juin 1995 | Edmond Dubois      |            |                                         |
| juin 1995                                | mars 2008 | Jean Meunier       |            |                                         |
| mars 2008                                | en cours  | Catherine Gabrelle | app. MoDem | Présidente de la communauté de communes |
| Les données manquantes sont à compléter. |           |                    |            |                                         |

## Population et société

### Démographie
L'évolution du nombre d'habitants est connue à travers les recensements de la population effectués dans la commune depuis 1793. Pour les communes de moins de 10 000 habitants, une enquête de recensement portant sur toute la population est réalisée tous les cinq ans, les populations de référence des années intermédiaires étant quant à elles estimées par interpolation ou extrapolation. Pour la commune, le premier recensement exhaustif entrant dans le cadre du nouveau dispositif a été réalisé en 2006.

En 2022, la commune comptait 138 habitants, en évolution de +4,55 % par rapport à 2016 (Saône-et-Loire : −1,06 %, France hors Mayotte : +2,11 %).
| 1793 | 1800 | 1806 | 1821 | 1831 | 1836 | 1841 | 1846 | 1851 |
| ---- | ---- | ---- | ---- | ---- | ---- | ---- | ---- | ---- |
| 442  | 463  | 497  | 440  | 445  | 421  | 427  | 433  | 423  |

| 1856 | 1861 | 1866 | 1872 | 1876 | 1881 | 1886 | 1891 | 1896 |
| ---- | ---- | ---- | ---- | ---- | ---- | ---- | ---- | ---- |
| 364  | 380  | 369  | 351  | 384  | 346  | 301  | 266  | 234  |

| 1901 | 1906 | 1911 | 1921 | 1926 | 1931 | 1936 | 1946 | 1954 |
| ---- | ---- | ---- | ---- | ---- | ---- | ---- | ---- | ---- |
| 217  | 225  | 190  | 160  | 154  | 164  | 167  | 173  | 151  |

| 1962 | 1968 | 1975 | 1982 | 1990 | 1999 | 2006 | 2011 | 2016 |
| ---- | ---- | ---- | ---- | ---- | ---- | ---- | ---- | ---- |
| 129  | 105  | 100  | 103  | 106  | 120  | 126  | 129  | 132  |

| 2021 | 2022 | - | - | - | - | - | - | - |
| ---- | ---- | - | - | - | - | - | - | - |
| 135  | 138  | - | - | - | - | - | - | - |

## Économie

### Emploi
En 2016, la population âgée de 15 à 64 ans s'élevait à 75 personnes, parmi lesquelles on comptait 85,3 % d'actifs dont 77,3 % ayant un emploi et 8 % de chômeurs.
On comptait 17 emplois dans la zone d'emploi, contre 16 en 2011. Le nombre d'actifs ayant un emploi résidant dans la zone d'emploi étant de 60, l'indicateur de concentration d'emploi est de 28,3 %, ce qui signifie que la zone d'emploi offre un peu plus d'un emploi pour quatre habitants actifs.

### Entreprises et commerces
Au 31 décembre 2010, Royer comptait douze établissements : quatre dans l’agriculture-sylviculture-pêche, deux dans la construction, cinq dans le commerce-transports-services divers et un était relatif au secteur administratif.

## Culture locale et patrimoine

### Lieux et monuments

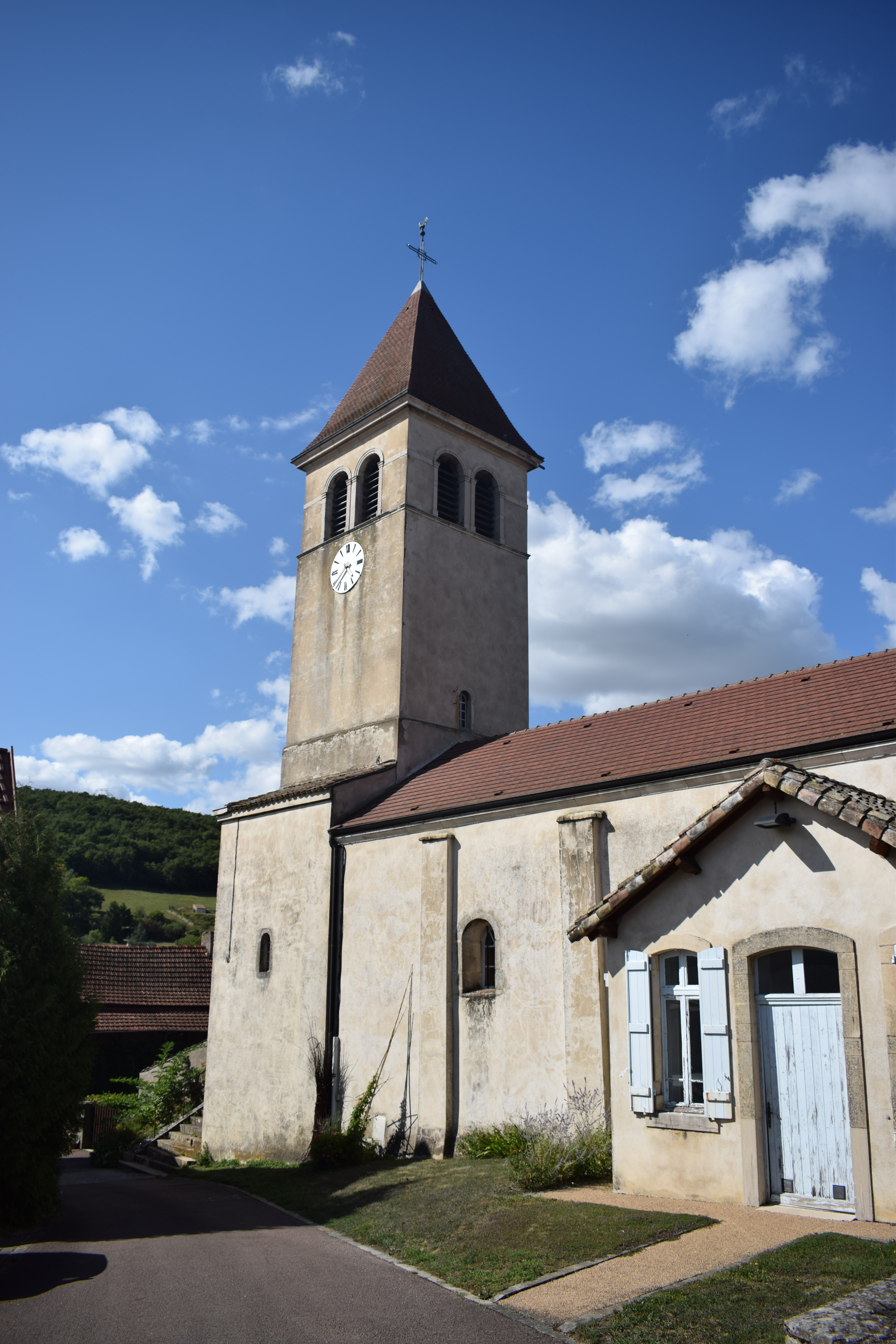
Le clocher de l'église de Royer.

#### Église
L'église de Royer fut constamment l’objet des préoccupations de la commune qui y consacra, à partir du XVIIe siècle, une grande partie de ses revenus tant pour son agrandissement que pour les réparations les plus urgentes. L’édifice était trop petit pour contenir tous les paroissiens, ce qui entraîna de nombreux travaux au cours du temps.
En 1782, le seigneur de Royer et le curé décident d’abandonner l’ancien chœur et en construisent un nouveau.
Le neuf juin 1807, une croix est posée au sommet du clocher par le maire Claude Dupré. Elle pèse environ 73 kg sans le coq, qui y sera ajouté bien plus tard.
En 1835, l’église est si abîmée qu’un architecte de Mâcon, M. Roch, est chargé de la réparer. Le projet consiste à reconstruire le clocher à l’ouest de l’édifice et l’élever de deux mètres pour que le son de la cloche puisse être entendu dans toute l’étendue de la commune, à placer un grand vitrail à œil-de-bœuf sous le clocher pour éclairer la tribune, et à ce que le nouveau chœur soit de plus grandes dimensions.

#### Cimetière
L’ancien cimetière se trouvait près de l’église. Mais, étant trop petit et situé sur un rocher, il provoquait de nombreuses réclamations de la part des habitants qui en demandaient le transfert. Le 26 mai 1850, le Conseil municipal décide donc d’utiliser un terrain joignant l’ancienne maison curiale afin de créer le nouveau cimetière, en justifiant ainsi ses choix :
« Le cimetière existant actuellement  se trouve de beaucoup trop étroit, ce qui oblige de relever les corps tous les quatre à cinq ans ; il est situé sur un rocher ; les bières ne sont qu’à trois pieds de la surface du sol et se trouvent plus élevées que les rues qui l’environnent. Ce cimetière se trouve au milieu des habitations dont les propriétaires ne cessent d’en réclamer l’éloignement ; étant tout autour de l’église et au midi, il la rend malsaine. »
En 1862, une somme de 4 300 francs fut votée pour la création de la clôture.

#### Monuments commémoratifs
Sur la salle des fêtes : plaque commémorative rappelant la journée du 2 juillet 1944.

### Équipements culturels
Le village possède une bibliothèque.

### Patrimoine naturel

#### Flore
Les sous-bois de Royer sont caractérisés par l’omniprésence du buis. Malheureusement, l’arrivée de la pyrale du buis, et surtout de sa chenille, a eu un effet dévastateur rapide sur la plante et a tué de nombreux pieds. Les bois se composent essentiellement de chênes, mais comportent aussi des hêtres.
La commune de Royer possède de nombreuses prairies calcicoles : des pelouses sèches poussant sur une terre calcaire. D'origine agropastorale, elles tendent à diminuer en superficie au fil du temps, remplacées naturellement par des forêts. La plupart sont des mésobromions, des pelouses calcaires mésophiles, peuplées principalement de hautes graminées telles que le brome dressé. On y retrouve aussi grand nombre d’orchidées : l’ophrys abeille (Ophrys apifera), l’orchis pourpre (Orchis purpurea) ou encore l'orchis bouc (Himantoglossum hircinum).

#### Faune
Royer, grâce à ses nombreux bois et un bocage encore assez préservé, bénéficie d'une faune riche. La commune abrite de nombreux mammifères communs tels que le chevreuil, le sanglier, le renard et le lièvre. En outre, la présence du chat forestier sur le territoire de la commune est assez probable puisqu'il fut observé sur la commune de La Chapelle-sous-Brancion, dont la forêt est limitrophe de celle de Royer. La faune aviaire comprend la buse variable, le milan noir, le faucon crécerelle, l’épervier mais aussi la huppe fasciée et la tourterelle des bois.

## Pour approfondir